# زاوية المحجوب
زاوية المحجوب موطن قبيلة الأشراف المحاجيب و مستوطنه ليبية وفرع بلدي غرب مصراتة  ويوجد بها ضريح الشيخ (القطب عند الصوفية) إبراهيم بن إسماعيل المحجوب
وهو الجد الأكبر للأشراف المحاجيب 
شكلت زاوية المحجوب دورا هاما في ثورة 17 فبراير فكانت أو مناطق مصراته التي خرجت معارضه لنظام القذافي 

## أصل التسمية
يقال انه يرجع نسبها إلى نسب محمد صلى الله عليه وسلم وابنته فاطمة وزوجها علي[بحاجة لمصدر]

## التاريخ
كان لزاوية المحجوب دور كبير في الثورة الليبية وخاصة في معركة مصراتة فكان لها النصيب الأكبر من القتلى كذلك من القصف والدمار خاصة يوم الأربعاء 16 أبريل 2011 رغم أنها المنطقة الوحيدة في مصراتة اللتي لم تستطع كتائب القذافي دخولها إلا بعض الأطراف منها.
كذلك خاض ثوارها مع باقي كتائب مصراتة وثوار ليبيا حرب فجر ليبيا لتحرير طرابلس من مليشيات القعقاع والصواعق مليشيات حفتر كذلك خاض ثُوارها مع باقي إخوتهم من التوار معركة البنيان المرصوص تحرير سرت من الدواعش فكان لها النصيب الكبير من القتلى والجرحى.